# Ivanovská oblast
Ivanovská oblast (rusky Ивановская область) je federální subjekt Ruské federace jedná se o druhou nejmenší ruskou oblast, která patří do Centrálního federálního okruhu. Sousedí s Kostromskou oblastí na severu, s Jaroslavskou oblastí na západě, s Vladimirskou oblastí na jihu a Nižněnovgorodskou oblastí na východě.

## Historie
20. června 1918 byla vytvořena Ivanovsko-Vozněsenská gubernie na části území Kostromské a Vladimirské gubernie. 14. ledna 1929 byla gubernie zrušena a její území se stalo součástí Ivanovské průmyslové oblasti, která byla 11. března 1936 rozdělena na Ivanovskou a Jaroslavskou oblast.

## Oblastní symboly

### Vlajka
Vlajka Ivanovské oblasti je tvořena listem o poměru stran 2:3 svisle rozděleným na dvě stejná pole, levé červené a pravé blankytně modré. List je v dolní části protnut třemi stříbrnými, úzkými, vlnitými pruhy. Nad nimi je ve středu lícové strany znak Ivanovské oblasti.

## Geografie
Ivanovská oblast leží ve středu evropské části Ruska. Větší část oblasti se rozkládá mezi řekami Volha a Kljazma. Krajina je zde rovinatá, nejvyšší bod je pouze 196 m n. m. Oblastí protéká několik set různých toků (řek a potoků) a nachází se zde přes 150 jezer. Klima je mírné – kontinentální. V oblasti se také nachází celá řada minerálních a léčebných pramenů.

## Hospodářství
Ekonomická situace není dobrá, jedná se o jeden z nejchudších federálních subjektů Ruské federace. V regionu převažuje zpracovatelský průmysl, především potravinářský a výroba strojů. Významně je zastoupeno i zemědělství a to především živočišná výroba, lnářství a lesnictví. Oblasti se vyhýbají hlavní dopravní tranzitní tepny, s výjimkou Volžské vodní cesty.

## Obyvatelstvo
Obyvatelstvo je z velké většiny převážně ruské národnosti. Podíl městského obyvatelstva dosahuje cca 80%.
| Národnost                                    | Počet v roce 2002 (tis.) |
| -------------------------------------------- | ------------------------ |
| Rusové                                       | 1075,8                   |
| Ukrajinci                                    | 10,6                     |
| Tataři                                       | 8,2                      |
| Arméni                                       | 4,0                      |
| Bělorusové                                   | 3,5                      |
| Ázerbájdžánci                                | 3,2                      |
| pouze národnosti s více než 3000 příslušníky |                          |

## Správní členění
Ivanovská oblast se dělí na 21 rajónů, 6 městských okruhů (Ivanovo, Furmanov, Kiněšma, Šuja, Tějkovo, Vičuga).